# 廊坊駅
廊坊駅 (中国語:廊坊站、英語：Langfang Railway Station) は、中国の河北省廊坊市安次区にある北京鉄路局の駅である。

## 駅名
京滬線に廊坊駅があったが、京滬高速鉄道の新駅の名前を廊坊駅とするために先行し、2011年6月1日に廊坊北駅に改称されている。
なお、廊坊駅は在来線の広陽駅と隣接している。

## 所属路線
- 中国国鉄
  - 京滬高速鉄道：北京南駅より59km、上海虹橋駅まで1243km

## 駅構造
島式ホーム2面4線の駅である。真ん中に2本の通過線を持つ。

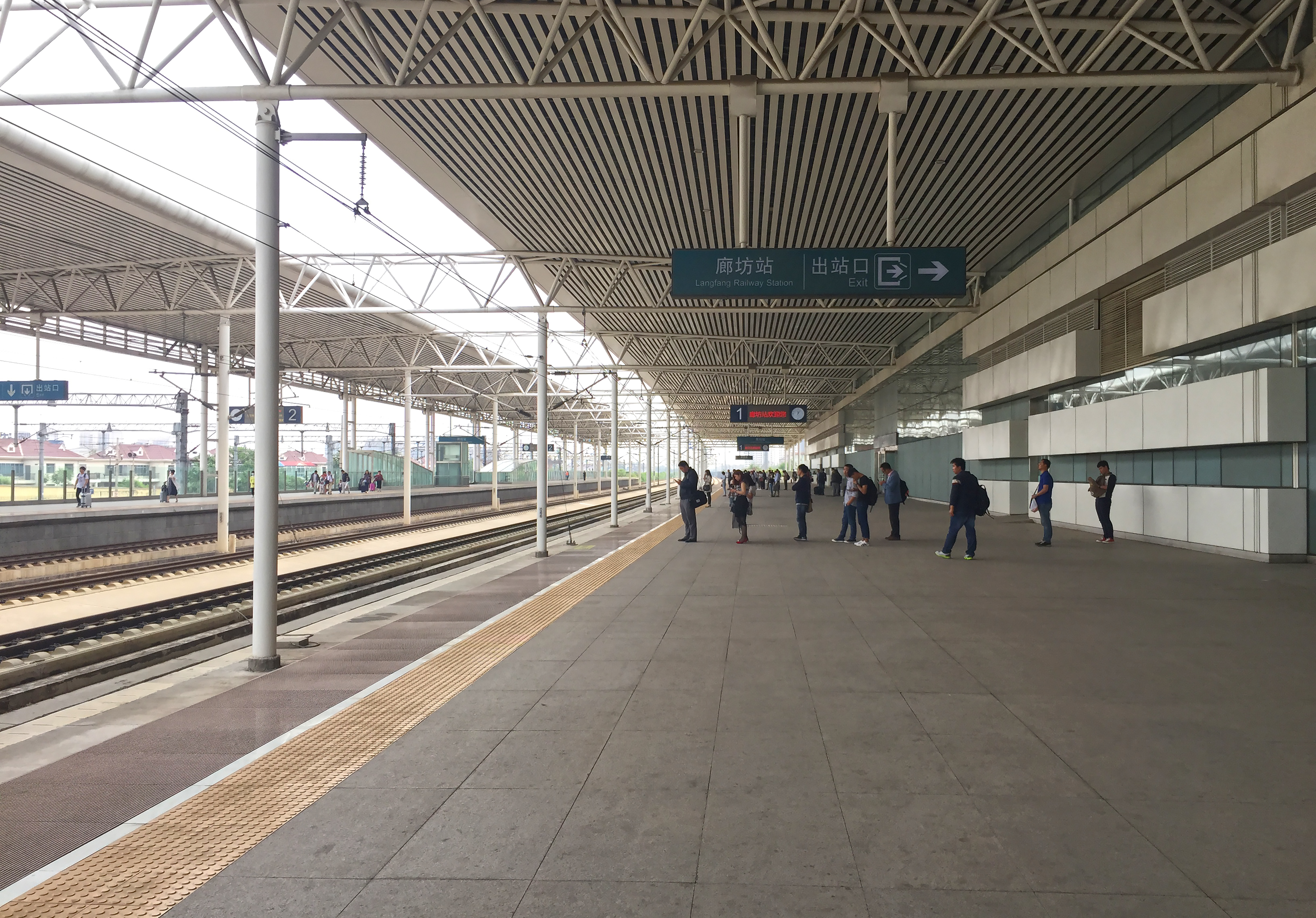
Platform 1
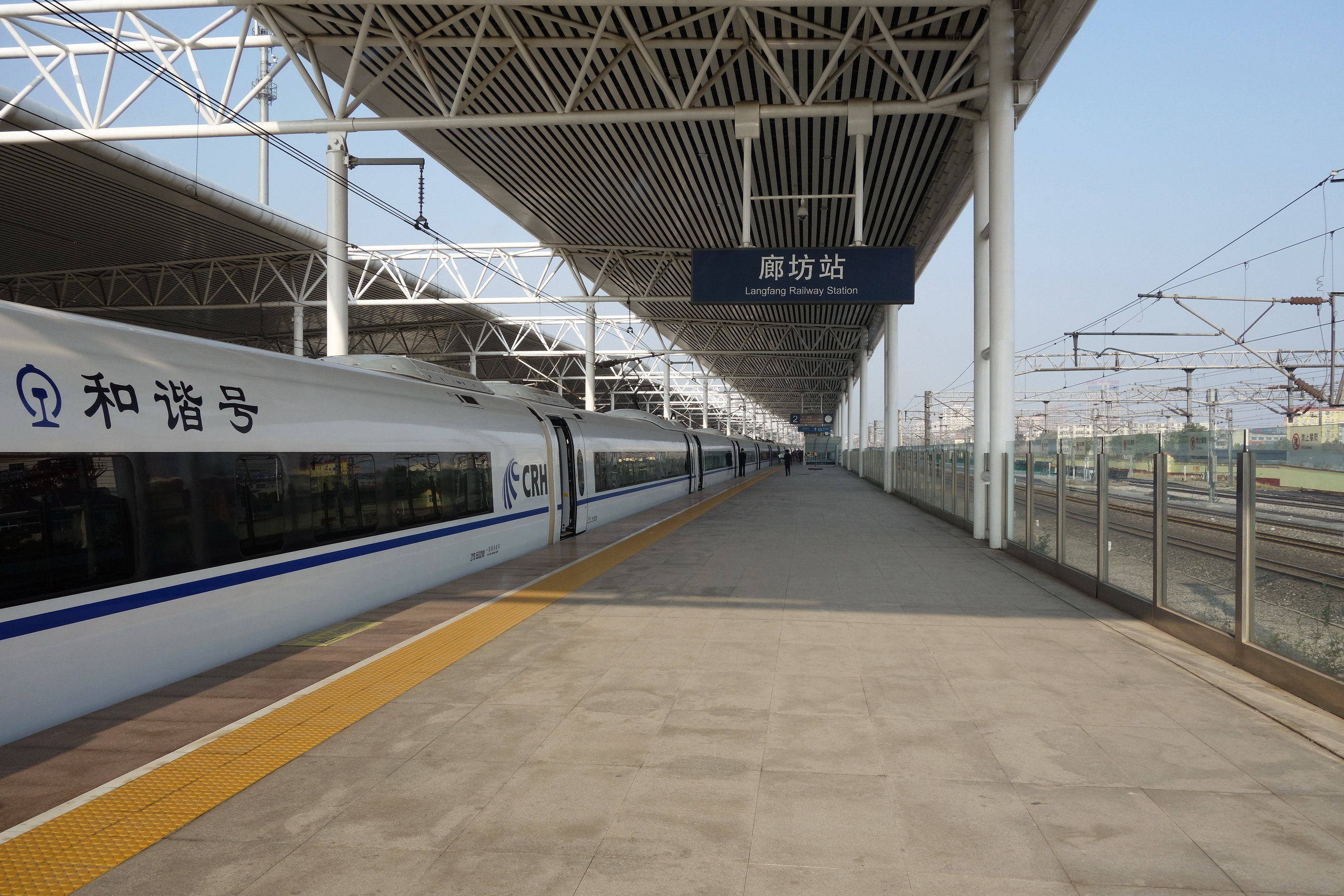
Platform 2
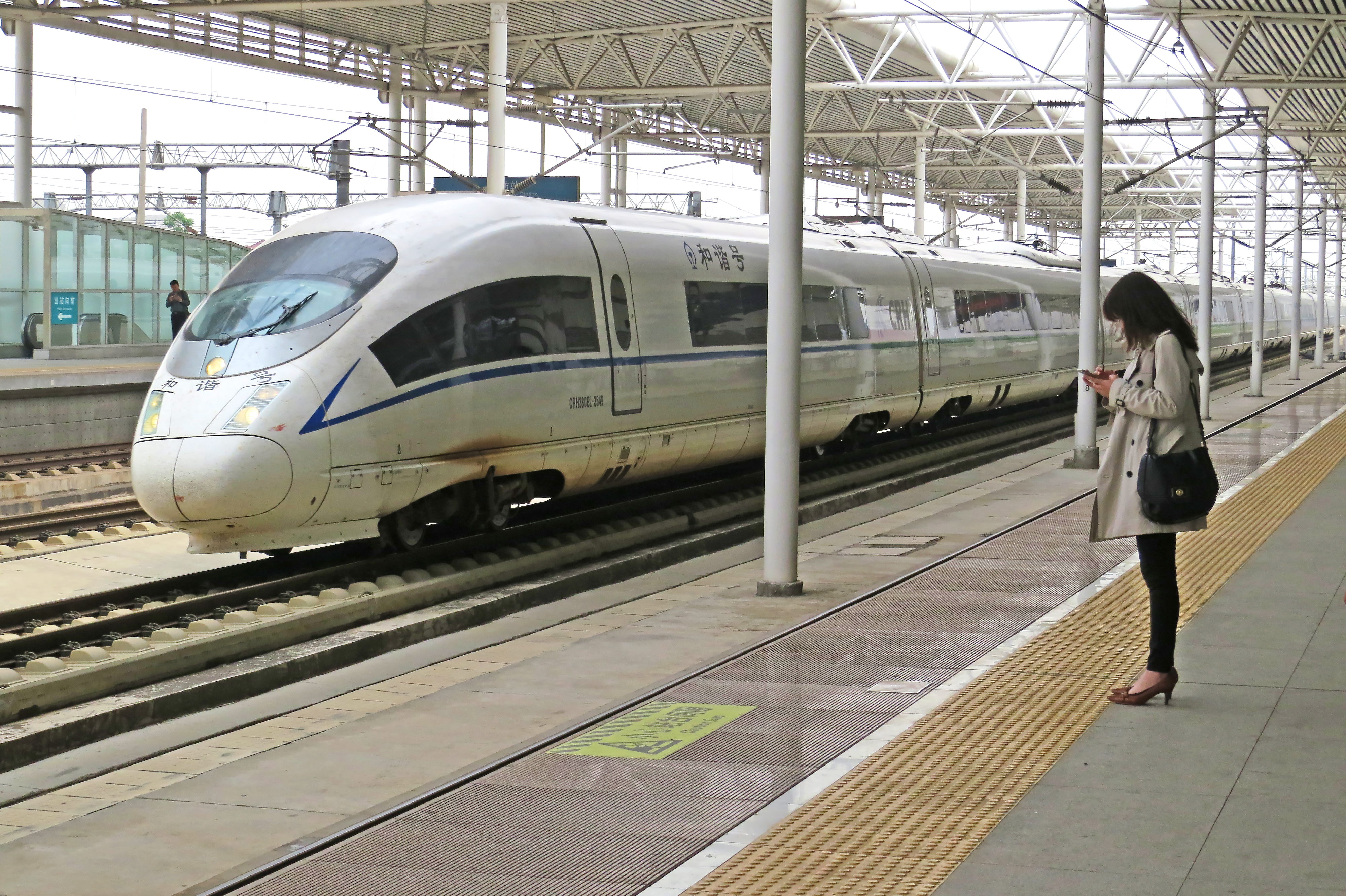

## 歴史
- 2011年6月30日 - 京滬高速鉄道が開業

## 隣の駅
中国国鉄
京滬高速鉄道
北京南駅 - 廊坊駅 - 天津南駅

## 参考
1. ↑  京沪高铁公布23个站名 6月1日起正式启用 Archived 2011年8月8日, at the Wayback Machine.